# Statue de Peter Pan
La Statue de Peter Pan (Peter Pan Statue) est une statue de bronze conçue par le sculpteur George Frampton. Elle est l'un des monuments les plus célèbres de Londres. Elle se situe au bord de la Serpentine, dans les Jardins de Kensington.
Elle est la première statue représentant le personnage d'un auteur vivant puisque c'est James Barrie qui l'a commandée en 1912 en hommage au personnage de Peter Pan parmi ses œuvres : Le Petit Oiseau blanc (The Little White Bird) et Peter Pan (Peter and Wendy).
D'autres statues représentant Peter Pan créées par d'autres sculpteurs se trouvent à Kirriemuir en Écosse (la ville natale de J.M. Barrie), à New York (Charles Andrew Hafner en 1928), Dunedin (Cecil Thomas en 1965) et une autre à Londres devant le Great Ormond Street Hospital (Diarmuid Byron O'Connor en l'an 2000 puis ajout de la fée Clochette sur la statue en 2005) à qui Barrie a légué les droits d'auteur de Peter Pan.

## Histoire de la statue
Le sculpteur a produit sept fois la statue à travers le monde. Une réplique qui n'est pas de lui existe au Utsunomiya Fairy Museum à Utsunomiya (Tochigi, Japon).

### La Statue de Londres
Sir James Matthew Barrie, reçut la clef de l'entrée Lancaster des Jardins de Kensington de la part du Duc de Cambridge, George de Hanovre, à la suite de la lecture du Petit Oiseau blanc qu'il a apprécié.
La statue est érigée en secret au bord de la Serpentine, dans la nuit du 30 avril 1912, car James Barrie, souhaitait que les enfants croient que les fées avaient placé la statue pendant la nuit. Ainsi, la statue fut dévoilée le 1er mai 1912.

### La Statue de Bruxelles

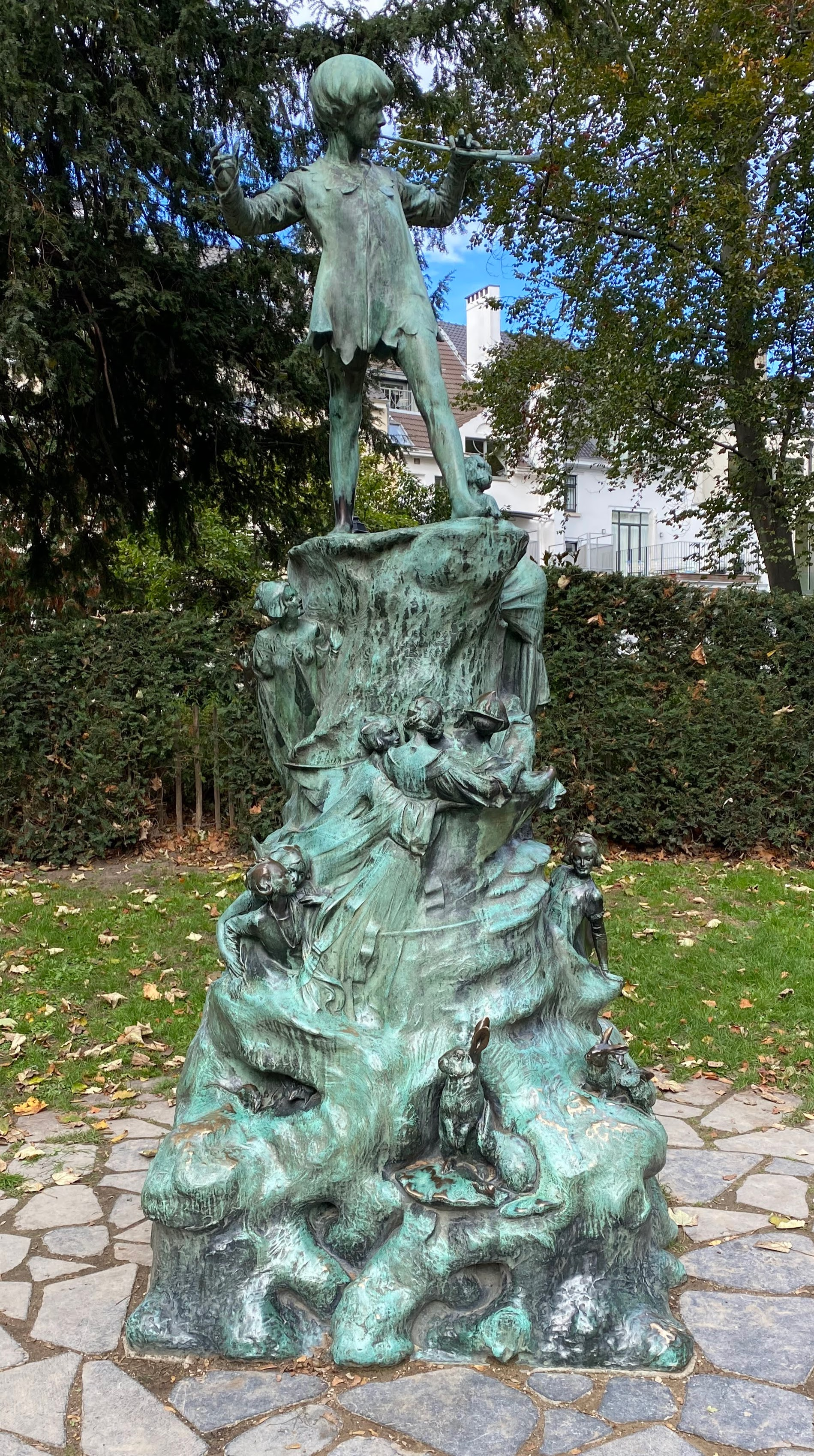
La statue de Peter Pan dans le Parc d'Egmont

George Frampton a tenu à offrir cette statue en retour de l'amitié anglo-belge pendant la Première Guerre mondiale dans le Parc d'Egmont à Bruxelles (Belgique). Elle y fut placée en 1924.
L'œuvre est classée monument historique en 1975.
Après rénovation, la statue de Peter Pan sera replacée le 2 juin 2010 au même endroit. Lors de cette même rénovation, les impacts de balles allemandes ont été "gommés" de la statue; or il s'agissait d'un témoin oculaire et symbolique de la seconde guerre, de l'aspect "dérangeant" de la statue pour l'occupant.

### La Statue de Liverpool
La statue est placée à Sefton Park à Liverpool (Merseyside), de la même manière qu'à Londres, le 16 juin 1928. Elle fut offerte par George Audley en présence de James Barrie.
La statue a été endommagée dans les années 1990. Elle a donc été rénovée au National Conservation Centre de la ville le 1er décembre 2005 et replacé à Palm House dans le parc pour la préservation des motifs.

### La Statue de Camden
La statue a été achetée par Eldridge R. Johnson (fondateur de la Victor Talking Machine Company) pour le Johnson Park à Camden (New Jersey) le 29 septembre 1926 pour les enfants de la ville.
La statue a été inaugurée par un spectacle.

### La Statue de Perth
Dédicacée par James Barrie, et placée par des donateurs anonymes pendant la nuit (comme à Londres), la statue est inaugurée pour célébrer les 100 ans d'indépendance de l'Australie-Occidentale le 10 juin 1929 au Queens Park, à Perth. Elle est présentée par le Rotary International au Conseil de la ville.

### La Statue de Toronto
Le 14 septembre 1929, la statue est érigée par la College Heights Association.
Sa consécration eu plus de succès que la fontaine-réplique du Palais de la Paix (La Haye, Pays-Bas), placée dans le square de l'autre côté de l'Avenue Road (Amsterdam Square).
Le parc doit son ancien nom Peter Pan Park, à cette statue. Plus tard, il se fait appeler Glenn Gould Park.

### La Statue de Saint-Jean

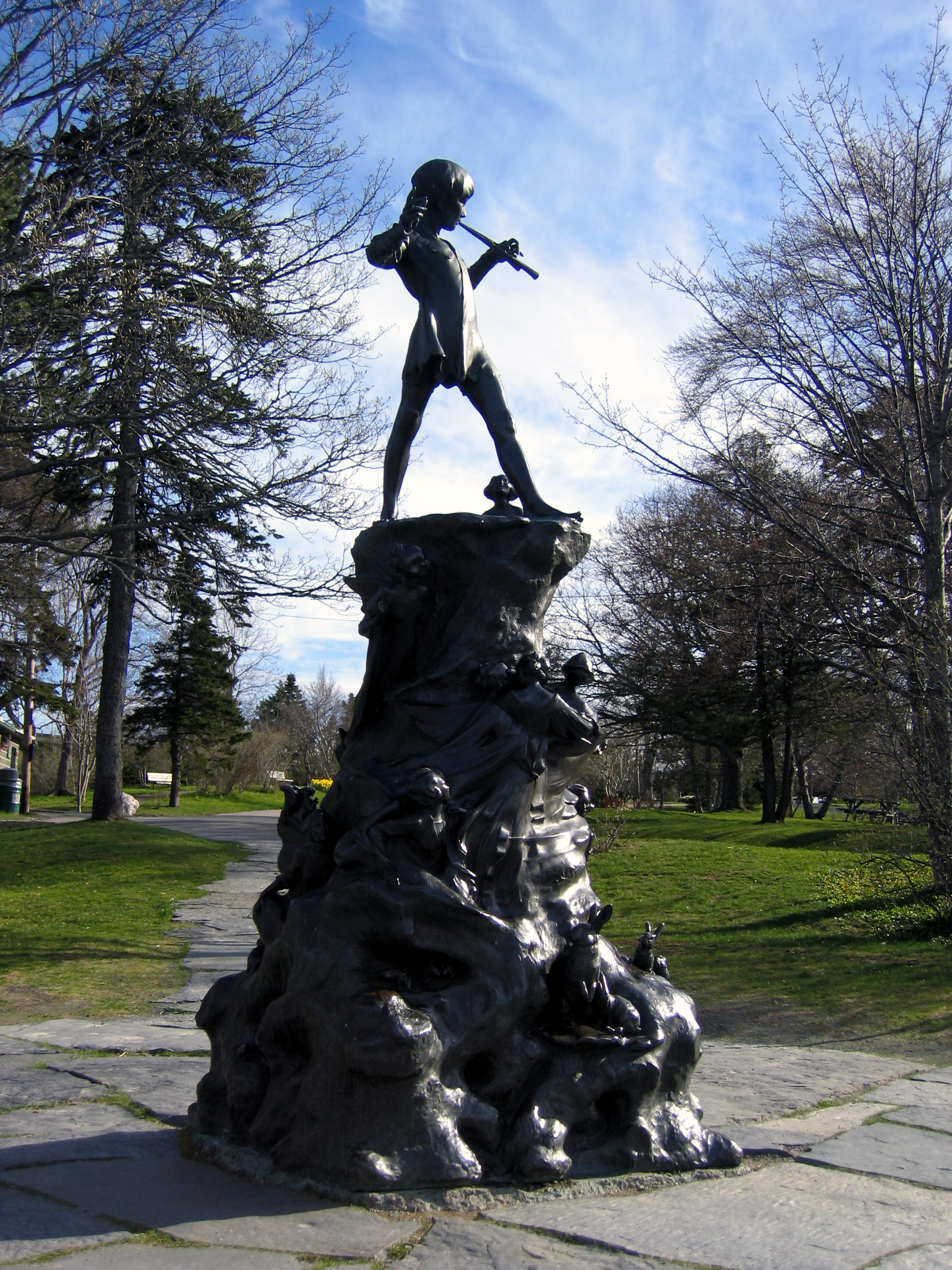
Statue de Peter Pan à Saint-Jean de Terre-Neuve.

La statue est érigée dans le Bowring Park à Saint-Jean de Terre-Neuve (Terre-Neuve-et-Labrador, province du Canada) le 29 août 1925.
Elle rend hommage à Betty Munn, la fille de John Shannon Mun (héritier au poste de directeur de Bowring Brothers), morte noyée à l'âge de 3 ans dans le naufrage du SS Florizel à Cappahayden le 23 février 1918.
Pour George Frampton, il préférait que la statue soit placée dans ce parc qu'à Londres, grâce à l'esprit de Peter qui se mariait parfaitement avec l'environnement naturel, avec la rivière, surtout pour les fées et les animaux qui composent la statue.

## Dans la culture populaire
- La statue située à Londres apparaît dans l'épisode 4 de la saison 5 de la série britannique Downton Abbey;
- La même statue apparaît à la fin du film Hook ou la Revanche du capitaine Crochet (1991) de Steven Spielberg.